# Frederick Gymer Parsons
Frederick Gymer Parsons (* 1863; † 11. März 1943) war ein Anatom an der Universität London. 
Sein wissenschaftliches Leben verbrachte Parsons am St Thomas’ Hospital, genauer gesagt dessen Medical School. Dort war er von 1886 bis 1929 zunächst Lecturer, dann Professor für Anatomie. Seine ersten Publikationen befassten sich mit Vergleichender Anatomie, fachintern bekannter wurde er durch eine Arbeit zur Myologie (Muskellehre). Dabei befasste er sich in Beiträgen in den Proceedings of the Zoological Society mit den Muskeln von verschiedenen Tierarten. Zugleich veröffentlichte er im Journal of Anatomy Arbeiten zum Skelett und den Gelenken. Auch mit der menschlichen Anatomie setzte er sich in Arbeiten zum Blinddarm oder zur Ohrspeicheldrüse auseinander. Mit William Wright brachte er ein Lehrbuch des Sezierens heraus. 1915 starb seine Frau durch einen Unfall. 
Ab 1889 war er bis zu seinem Tod Mitglied der 1887 gegründeten Anatomical Society; von 1895 bis 1898 war er ihr Sekretär, ihr Schatzmeister von 1903 bis 1908, ihr Präsident von 1912 bis 1914. 1927 wurde er zum Präsidenten der Sektion Anthropology der British Association gewählt, die in Leeds tagte. 
Parson untersuchte auch menschliche Überreste aus der Zeit der frühen Angelsachsen, insbesondere deren Schädel. So sammelte er 66 Schädel, um auf dieser Grundlage einen Atlas zu publizieren. Während des Ersten Weltkriegs vermaß er Schädel deutscher Kriegsgefangener und glaubte nachweisen zu können, dass das „nordische Element“ nur in einem schmalen Streifen an den Küsten und im Rheingebiet nachweisbar sei. Zudem publizierte er auf derartiger Grundlage eine Untersuchung zu den Earlier Inhabitants of London. In einem Vortrag glaubte er gar ausmachen zu können, wie sich die Schädelform im England der Zukunft entwickeln werde. Als er auf Zweifel am Alter des Cheddar Man stieß, entgegnete er: „I assure members of the Institute that my regard for this skull is purely platonic.“
1936 veröffentlichte er ein dreibändiges Werk zur Geschichte des Hospitals, in dem er zeitlebens arbeitete. 
Bereits im Ruhestand befasste er sich nicht nur mit seinem Garten, sondern unternahm auch kleinere archäologische Grabungen. Nach dem Krieg lebte er zusammen mit seinem Sohn und dessen Ehefrau in Thame.

## Veröffentlichungen (Auswahl)
- mit William Anderson: On the myology of the sciuromorphine and hystricomorphine rodents, London 1894.
- mit William Wright: Practical Anatomy. The Student's Dissecting Manual, Arnold, 1912.
- The Earlier Inhabitants of London, Kennikat, 1927.